# 祁徵祥
祁徵祥（？—？），雲南通海縣人，清朝官員。同進士出身。

## 生平
光緒六年（1880年）進士。同年五月，著交吏部掣签，分发各省以知县即用。光緒八年（1882年）接替周志侃，擔任臺灣府臺灣縣知縣。翌年，調任福建閩縣。